# مایکل روگرز (هنرپیشه)
مایکل روگرز (انگلیسی: Michael Rogers؛ زادهٔ ۱۸ مهٔ ۱۹۶۴) یک هنرپیشه اهل کانادا است.
او در فیلم فرار بازی کرده است.